# Jan-Baptist Abbeloos

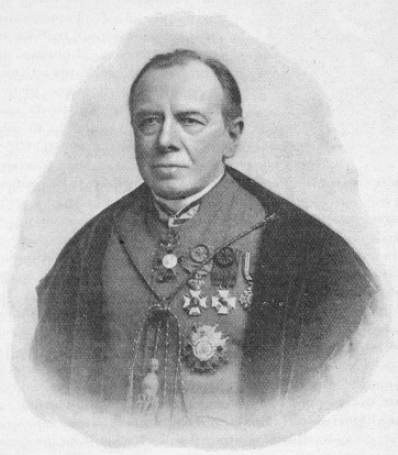
J.-B. Abbeloos

Joannes-Baptista "Jan-Baptist" Abbeloos (Gooik, 15 januari 1836 - Leuven, 25 februari 1906) (Frans: Jean-Baptiste Abbeloos) was een 19e-eeuws priester en hoogleraar. Hij was van 1887 tot 1898 rector magnificus van de Katholieke Universiteit Leuven.

## Studies
Hij studeerde aan het Klein Seminarie en van 1857 tot 1860 aan het Groot Seminarie van Mechelen. Op 22 september 1860 was hij tot priester gewijd. Van 1860 tot 1864 studeerde hij theologie aan de Katholieke Universiteit Leuven en van 1864 tot 1866 in Rome. Daar bestudeerde hij onder meer in de Bibliotheca Vaticana oud-Syrische geschriften, die hij ook in de British Library ging consulteren. In 1867 doctoreerde hij in Leuven.

## In het aartsbisdom Mechelen
In 1868 werd hij professor moraaltheologie en exegese aan het Grootseminarie van Mechelen, en dit tot in 1876. Samen met Mgr. Th. J. Lamy bereidde hij de uitgave voor van de "Kroniek van Bar Hebraeus" (3 dln, 1872-1877). Hij werd titulair kanunnik van het Sint-Romboutskapittel in Mechelen op 6 maart 1873. Van 1876 tot 1883 was hij parochiepriester van de Sint-Martinusparochie te Duffel.
In 1883 werd hij vicaris-generaal voor het aartsbisdom Mechelen, functie die hij tot 1887 uitoefende. Hij werd meteen ook benoemd tot huisprelaat van de Paus.

## Rector magnificus
In 1887 werd Abbeloos benoemd tot vijfde rector magnificus van de Katholieke Universiteit sinds haar heroprichting, functie die hij meer dan tien jaar zou vervullen.
Het is vooral Mgr. Abbeloos die het wetenschappelijk onderzoek aan de universiteit heeft aangemoedigd. Tijdens het laatste kwart van de 19de eeuw poogden overigens alle universiteiten van het land zich meer naar het Duitse model te richten. Die besteedden meer aandacht aan de inwijding van de studenten in het persoonlijk onderzoek.
Abbeloos bouwde de positie van de Katholieke Universiteit Leuven uit tot een centrum voor wetenschappelijk onderzoek. Onder zijn beleid werden laboratoria en musea gereorganiseerd, nieuwe instituten opgericht en nieuwe studie- en onderzoeksdomeinen gestimuleerd, onder meer in de humane wetenschappen. Hij was zich sterk bewust van de nood om het katholieke denken meer open te stellen voor de moderne positieve methoden, zowel in de historische als in de natuurwetenschappen. De politiek van de katholieke regering ondersteunde dit beleid.
Ook had hij begrip voor de verzuchtingen van de Vlaamse studenten naar onderwijs in het Nederlands. Voor het eerst werden in 1889 een aantal officiële documenten van de universiteit in de twee landstalen opgemaakt. Een aantal cursussen in de Germaanse filologie en de faculteit Rechten werden vanaf respectievelijk 1894 en 1890 in het Nederlands gegeven. De tijd waarin de Nederlandse letterkunde de énige Nederlandstalige cursus was, was definitief voorbij. De taalwetten van 1890 hielpen hem ook, door de verplichting bepaalde onderdelen van de rechtscolleges in het Nederlands te doceren.
Samen met meerdere andere Leuvense hoogleraren steunde hij in 1898 de oprichting te Antwerpen van de Katholiek Vlaamsche Hoogeschooluitbreiding van Antwerpen (KVHU), een Vlaamse katholieke university extension waartoe in 1897 het initiatief was genomen door de Antwerpse studentengilde Eigen Taal, eigen zeden. In 1901 had deze instelling reeds 28 verhandelingen gepubliceerd, met als eerste Het zenuwgestel van Jaak Gevaerts (1877-1962).
Zijn positie werd onhoudbaar door een aanslepend conflict met Mgr Désiré-Joseph Mercier over de organisatie van het Hoger Instituut voor Wijsbegeerte waarbij deze laatste een eigen koers wilde varen en de steun kreeg van Rome. Op 23 juli 1898 vroeg Abbeloos ontslag.
Hij ging aan de slag als geestelijk directeur bij de congregatie van de Zusters van Maria in Leuven en overleed op 70-jarige leeftijd in 1906.

## Publicaties
- De vita et scriptis Sancti Jacobi, 1867
- Recueil de travaux d'érudition offert à Mgr Charles de Harlez à l'occasion du vingt-cinquième anniversaire de son professorat à l'Université de Louvain
- Nouvelles publications syriaques, 1869
- Les manuscrits syriaques de Londres, 1874